# Arcidiocesi di Visakhapatnam

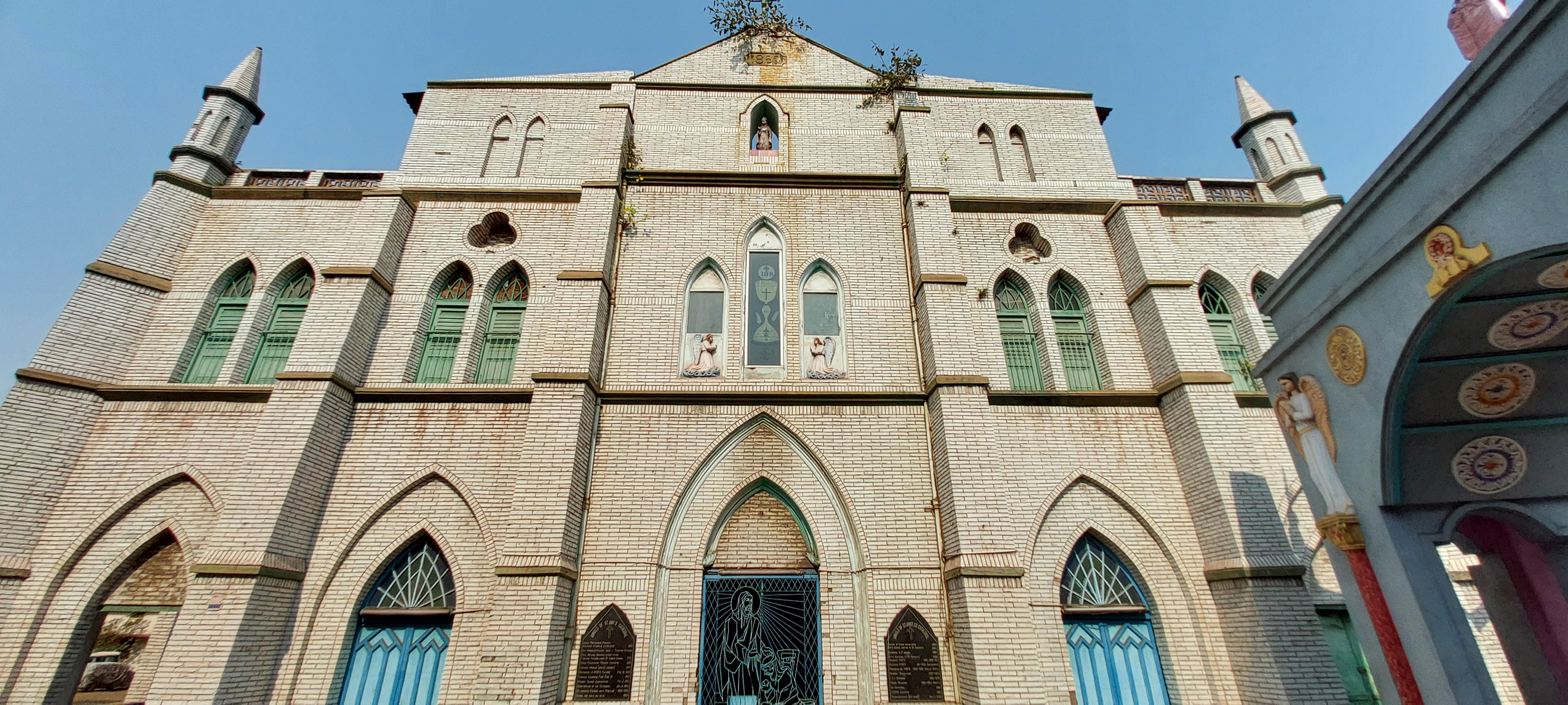
La concattedrale di Sant'Anna a Visakhapatnam

L'arcidiocesi di Visakhapatnam (in latino Archidioecesis Visakhapatnamensis) è una sede metropolitana della Chiesa cattolica in India. Nel 2022 contava 122.600 battezzati su 13.261.000 abitanti. È retta dall'arcivescovo Udumala Bala Showreddy.

## Territorio
L'arcidiocesi comprende il territorio dei distretti civili di Visakhapatnam, Godavari Orientale (in parte) e Vizianagaram (in parte), prima della riforma amministrativa del 2022, nello stato indiano dell'Andhra Pradesh.
Sede arcivescovile è la città di Visakhapatnam, dove si trovano la cattedrale di San Pietro e la concattedrale di Sant'Anna.
Il territorio si estende su 28.507 km² ed è suddiviso in 76 parrocchie.

### Provincia ecclesiastica
La provincia ecclesiastica di Visakhapatnam, istituita nel 2001, comprende le seguenti suffraganee:
- la diocesi di Nellore, eretta nel 1928;
- la diocesi di Vijayawada, eretta come missione sui iuris nel 1933 ed elevata al rango di diocesi nel 1937;
- la diocesi di Guntur, eretta nel 1940;
- la diocesi di Eluru, eretta nel 1976;
- la diocesi di Srikakulam, eretta nel 1993.

## Storia
Il pro-vicariato apostolico di Vizagapatam fu eretto il 16 marzo 1845, ricavandone il territorio dal vicariato apostolico di Madras (oggi arcidiocesi di Madras e Mylapore).
Il pro-vicariato apostolico fu elevato a vicariato apostolico il 3 aprile 1850 con il breve Ex pastoralis officio di papa Pio IX.
Il 1º settembre 1886 il vicariato apostolico è stato elevato a diocesi con la bolla Humanae salutis di papa Leone XIII. Il 7 giugno dell'anno successivo, con il breve Post initam, fu istituita la provincia ecclesiastica di Madras, di cui Vizagapatam fu una delle suffraganee.
L'11 luglio 1887 e il 18 luglio 1928 cedette porzioni del suo territorio a vantaggio dell'erezione rispettivamente della diocesi di Nagpur (oggi arcidiocesi) e della missione sui iuris di Cuttack (oggi arcidiocesi di Cuttack-Bhubaneswar).
Il 21 ottobre 1950 per effetto del decreto Cum post rerum della Congregazione di Propaganda Fide assunse il nome di diocesi di Visakhapatnam.
Il 19 settembre 1953 entrò a far parte della provincia ecclesiastica dell'arcidiocesi di Hyderabad.
Il 20 giugno 1957 e il 16 giugno 1966 furono rivisti i confini della diocesi di Visakhapatnam con la diocesi di Cuttack (oggi arcidiocesi di Cuttack-Bhubaneswar) e con la prefettura apostolica di Raipur (oggi arcidiocesi).
Il 1º luglio 1993 cedette un'altra porzione di territorio a vantaggio dell'erezione della diocesi di Srikakulam.
Il 16 ottobre 2001 la diocesi è stata elevata al rango di arcidiocesi metropolitana.

## Cronotassi dei vescovi
Si omettono i periodi di sede vacante non superiori ai 2 anni o non storicamente accertati.
- Jacques-Henri Gailhot, M.E.P. † (16 marzo 1845 - 1847 dimesso)[5]
- Sébastin-Théophille Neyret, M.S.F.S. † (31 marzo 1848 - 5 novembre 1862 deceduto)
- Jean-Marie Tissot, M.S.F.S. † (6 agosto 1863 - 18 giugno 1890 deceduto)
- Jean-Marie Clerc, M.S.F.S. † (19 febbraio 1891 - 18 giugno 1926 deceduto)
- Pierre Rossillon, M.S.F.S. † (18 giugno 1926 succeduto - 22 marzo 1947 deceduto)
- Joseph-Alphonse Baud, M.S.F.S. † (23 marzo 1947 succeduto - 4 ottobre 1966 dimesso[6])
- Ignatius Gopu, M.S.F.S. † (4 ottobre 1966 succeduto - 2 agosto 1981 deceduto)
- Mariadas Kagithapu, M.S.F.S. † (10 settembre 1982 - 3 luglio 2012 ritirato)
- Prakash Mallavarapu (3 luglio 2012 - 17 febbraio 2024 ritirato)[7]
- Udumala Bala Showreddy, dall'8 febbraio 2025

## Statistiche
L'arcidiocesi nel 2022 su una popolazione di 13.261.000 persone contava 122.600 battezzati, corrispondenti allo 0,9% del totale.
| anno | popolazione | popolazione | popolazione | presbiteri | presbiteri | presbiteri | presbiteri                | diaconi | religiosi | religiosi | parrocchie |
| anno | battezzati  | totale      | %           | numero     | secolari   | regolari   | battezzati per presbitero | diaconi | uomini    | donne     | parrocchie |
| ---- | ----------- | ----------- | ----------- | ---------- | ---------- | ---------- | ------------------------- | ------- | --------- | --------- | ---------- |
| 1950 | 31.125      | 7.000.000   | 0,4         | 43         | 9          | 34         | 723                       |         | 6         | 106       | 26         |
| 1970 | 69.823      | 7.240.000   | 1,0         | 71         | 28         | 43         | 983                       |         | 81        | 121       | 33         |
| 1980 | 90.469      | 8.460.000   | 1,1         | 85         | 43         | 42         | 1.064                     |         | 75        | 291       | 35         |
| 1990 | 116.496     | 11.530.847  | 1,0         | 105        | 48         | 57         | 1.109                     |         | 87        | 449       | 56         |
| 1999 | 147.934     | 12.014.274  | 1,2         | 112        | 48         | 64         | 1.320                     |         | 100       | 453       | 47         |
| 2000 | 161.584     | 12.070.763  | 1,3         | 114        | 51         | 63         | 1.417                     |         | 72        | 477       | 47         |
| 2002 | 214.200     | 12.339.058  | 1,7         | 123        | 51         | 72         | 1.741                     |         | 78        | 507       | 50         |
| 2003 | 217.235     | 12.390.703  | 1,8         | 127        | 55         | 72         | 1.710                     |         | 76        | 431       | 50         |
| 2004 | 218.806     | 12.403.105  | 1,8         | 124        | 53         | 71         | 1.764                     |         | 94        | 428       | 56         |
| 2010 | 247.231     | 12.640.684  | 2,0         | 153        | 64         | 89         | 1.615                     |         | 115       | 470       | 62         |
| 2012 | 113.500     | 11.984.000  | 0,9         | 168        | 76         | 92         | 675                       |         | 132       | 558       | 67         |
| 2017 | 110.508     | 11.789.359  | 0,9         | 139        | 75         | 64         | 795                       |         | 95        | 570       | 75         |
| 2020 | 120.211     | 13.000.171  | 0,9         | 148        | 84         | 64         | 812                       |         | 100       | 604       | 77         |
| 2022 | 122.600     | 13.261.000  | 0,9         | 153        | 89         | 64         | 801                       |         | 101       | 850       | 76         |